# Lessertia thodei
Lessertia thodei är en ärtväxtart som beskrevs av Harriet Margaret Louisa Bolus. Lessertia thodei ingår i släktet Lessertia och familjen ärtväxter. Inga underarter finns listade i Catalogue of Life.